# 고대 인도
고대 인도(Ancient India)라고 할 때 대개 다음 항목들 중의 하나 혹은 다수를 의미한다.
- 고대 인도의 역사
  - 인더스 문명
  - 베다 시대
  - 십육대국
  - 마가다 제국
  - 난다 제국
  - 마우리아 제국
  - 숭가 제국
  - 사타바하나 왕조
    - 고대 인도 왕국 또는 인도 서사 시대

  - 인도 중왕국
    - 쿠샨 제국
    - 굽타 제국
- 인도 서사 시대 또는 고대 인도 왕국

## 고대 인도의 역사
고대 인도의 역사는 인도아대륙(Indian subcontinent) 전체 또는 남아시아(South Asia)를 포괄하는 역사를 뜻한다.

### 인더스 문명
인더스 문명(Indus Valley Civilization: 3300-1700 BC)은 청동기시대 인도(3000-1200 BC)에 해당한다. 당시에 한국의 역사는 고조선(2333-108 BC) 시대였다.
|  |

### 베다 시대
베다 시대(Vedic period: 1500-500 BC)는 베다 산스크리트어(Vedic Sanskrit)의 시대로 청동기시대 인도(3000-1200 BC) 후기에서 철기시대 인도(1200-272 BC) 초기까지의 시대이다. 당시에 한국의 역사는 고조선(2333-108 BC) 시대였다.
|  |

### 십육대국
십육대국(Mahajanapadas: 700-300 BC)은 철기시대 인도(1200-272 BC) 후기에 해당한다. 십육대국 중 코살라 국은 고타마 붓다(c. 563-483 BC)가 탄생한 나라이다. 당시에 한국의 역사는 고조선(2333-108 BC) 시대였다.
|  |

### 마가다 제국
마가다 제국(Magadha Empire: 684-424 BC) 당시에 한국의 역사는 고조선(2333-108 BC) 시대였다. 서양은 고전 고대 시대(classical antiquity: 800 BC-600 AD)였다. 

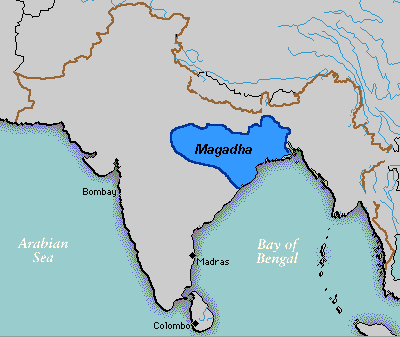
기원전 5세기 마가다 제국의 대략적인 영토

### 난다 제국
난다 제국(Nanda Empire: 424-312 BC)은 인도 북부의 대다수를 최초로 통일한 왕조이다. 당시에 한국의 역사는 고조선(2333-108 BC) 시대였다. 

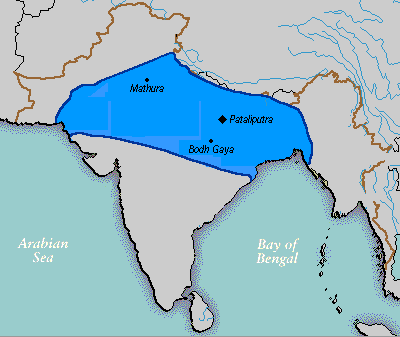
기원전 323년 경 난다 제국의 최대 영토

### 마우리아 제국
마우리아 제국(Maurya Empire: 321-185 BC)은 인도 고대 제국들 중 가장 큰 영토를 가졌던 제국으로 고전 산스크리트 문학의 황금시대였다. 당시에 한국의 역사는 고조선(2333-108 BC) 시대였다. 서양은 헬레니즘 시대(323-146 BC)였다. 

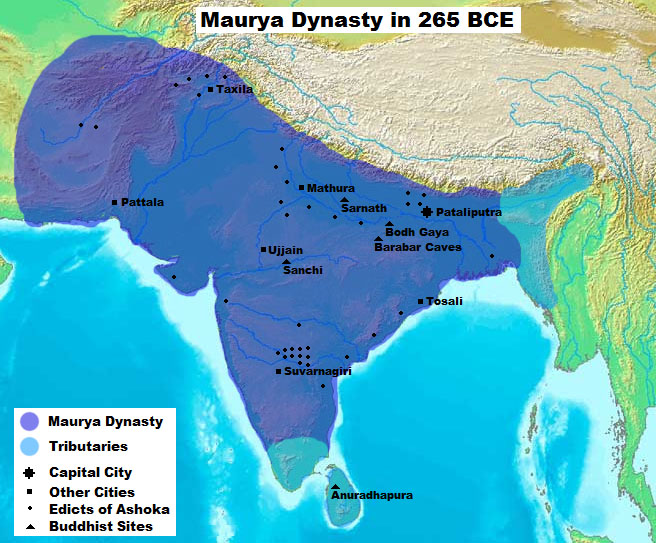
기원전 265년 아소카 왕 치세 때의 마우리아 제국의 최대 영토

### 숭가 제국
숭가 제국(Sunga Empire: 185-73 BC)은 마우리아 제국을 계승한 나라이다. 당시에 한국의 역사는 고조선(2333-108 BC) 시대와 원삼국 시대(108-57 BC)였다. 

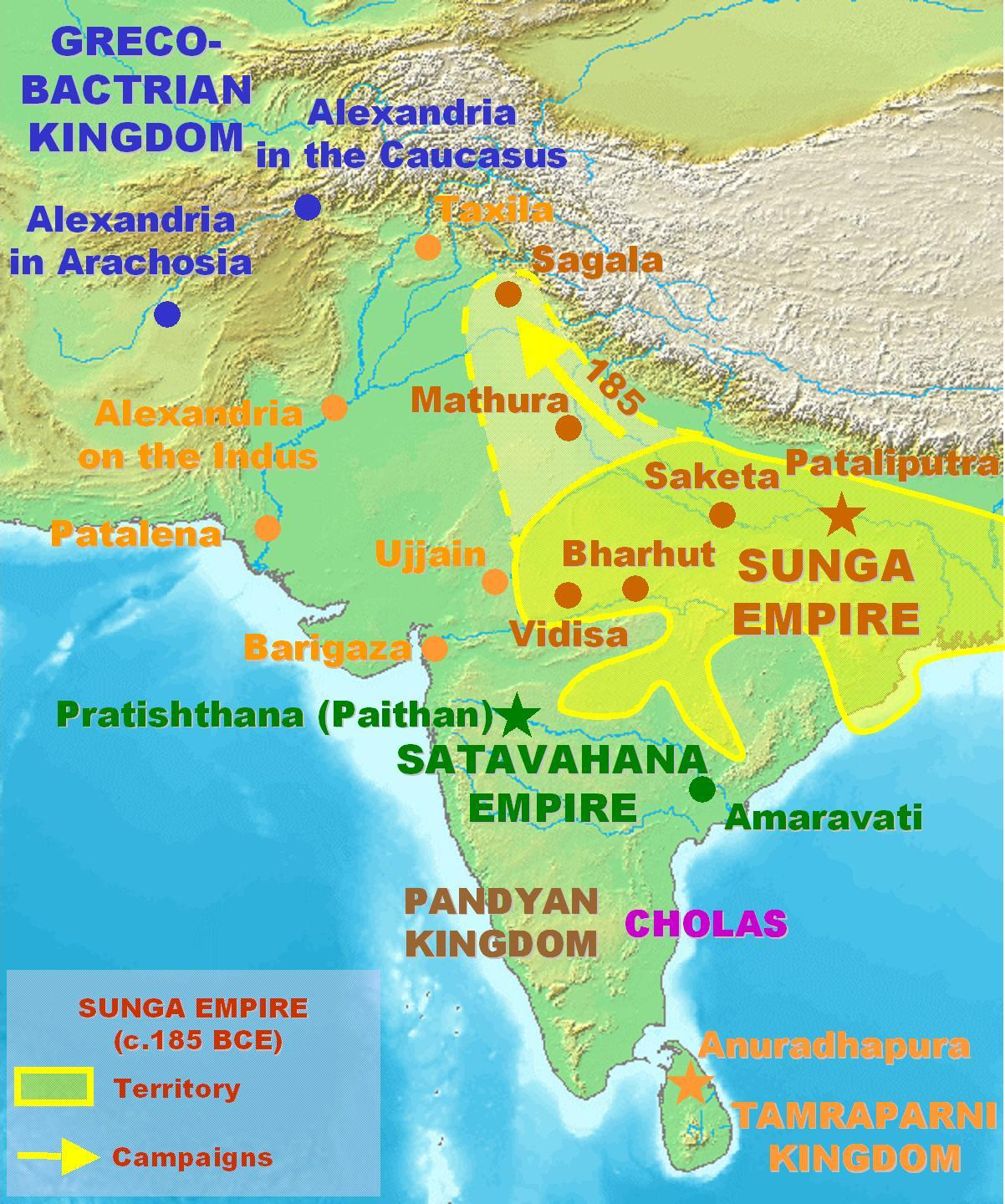
기원전 185년 숭가 제국의 최대 영토

### 사타바하나 왕조
사타바하나 왕조(Satavahana Empire: 230 BC-220 AD)은 마우리아 제국의 멸망 후 외세의 침략을 막고 인도아대륙에 평화를 가져온 나라로 여겨진다. 당시에 한국의 역사는 고조선(2333-108 BC) 시대, 원삼국 시대(108-57 BC), 삼국 시대(57 BC-668 AD)였다.

#### 고대 인도 왕국
산스크리트 문학에 나타나는 고대 인도 왕국(Kingdoms of Ancient India: 800 BC-200 AD)의 시대는 다른 말로는 인도 서사 시대(Epic India)라고도 한다.

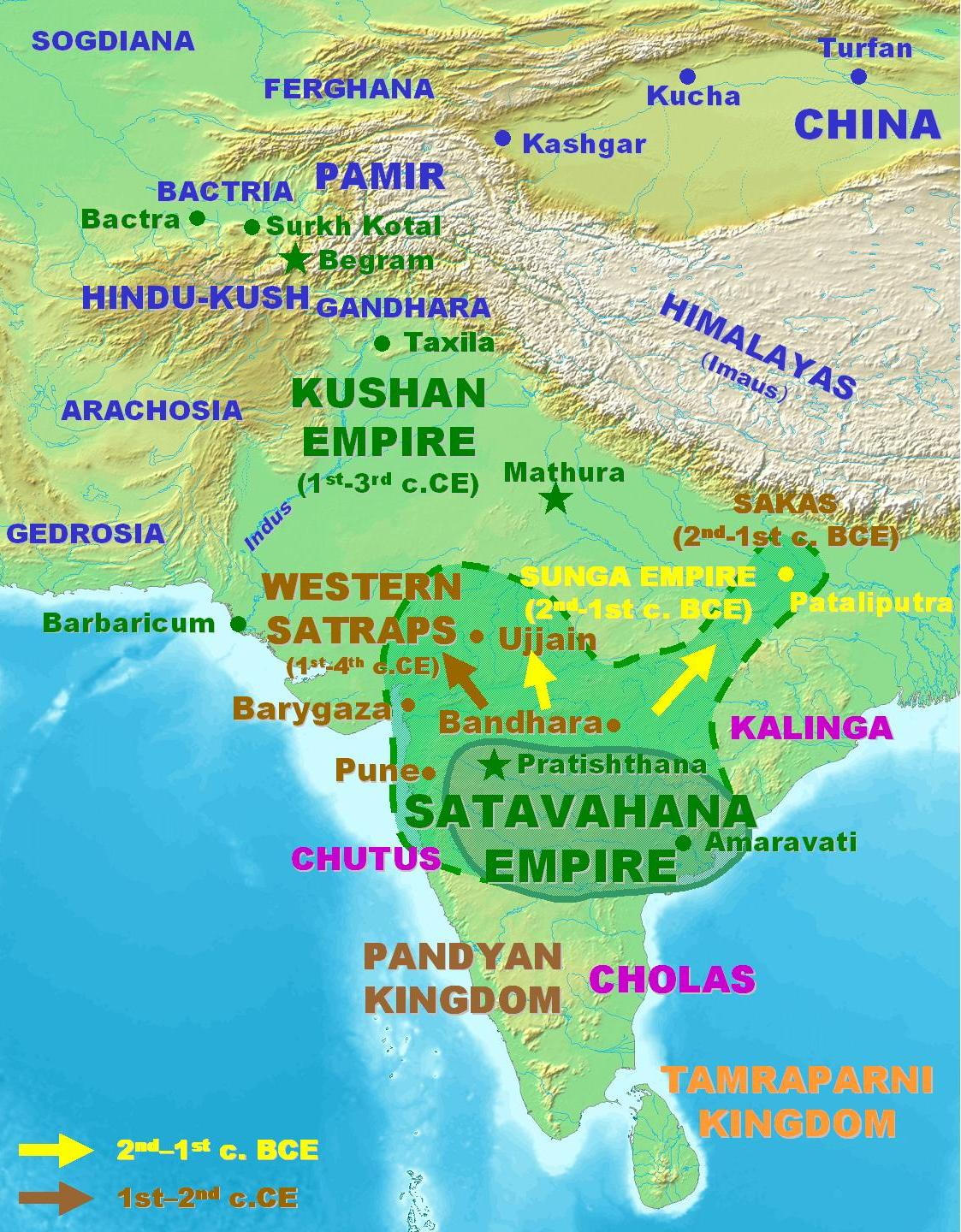
사타바하나 왕조의 영토(실선) 및 정복 전쟁지(점선)

### 인도 중왕국
인도 중왕국(Middle kingdoms of India: 300 BC-1279 AD) 당시에 한국의 역사는 삼국 시대(57 BC-668 AD), 남북국 시대(698-935 AD), 고려 시대(918-1392 AD)였다. 당시에 서양은 고대 후기(late antiquity: 200-800 AD)와 중세 초기(early Middle Ages: 500-1000 AD)였다.

#### 쿠샨 제국
쿠샨 제국(Kushan Empire: c. 60-375 AD) 당시에 한국의 역사는 삼국 시대(57 BC-668 AD)였다.

#### 굽타 제국
굽타 제국(Gupta Empire: 280-550 AD) 당시에 한국의 역사는 삼국 시대(57 BC-668 AD)였다.
|  |  |

## 인도 서사 시대
인도 서사 시대(Epic India: 800 BC-200 AD)는 고대 산스크리트 서사시에서 묘사하는 시대를 가리킨다. 이 시대는 다른 말로는 고대 인도 왕국(Kingdoms of Ancient India) 시대라고도 한다. 

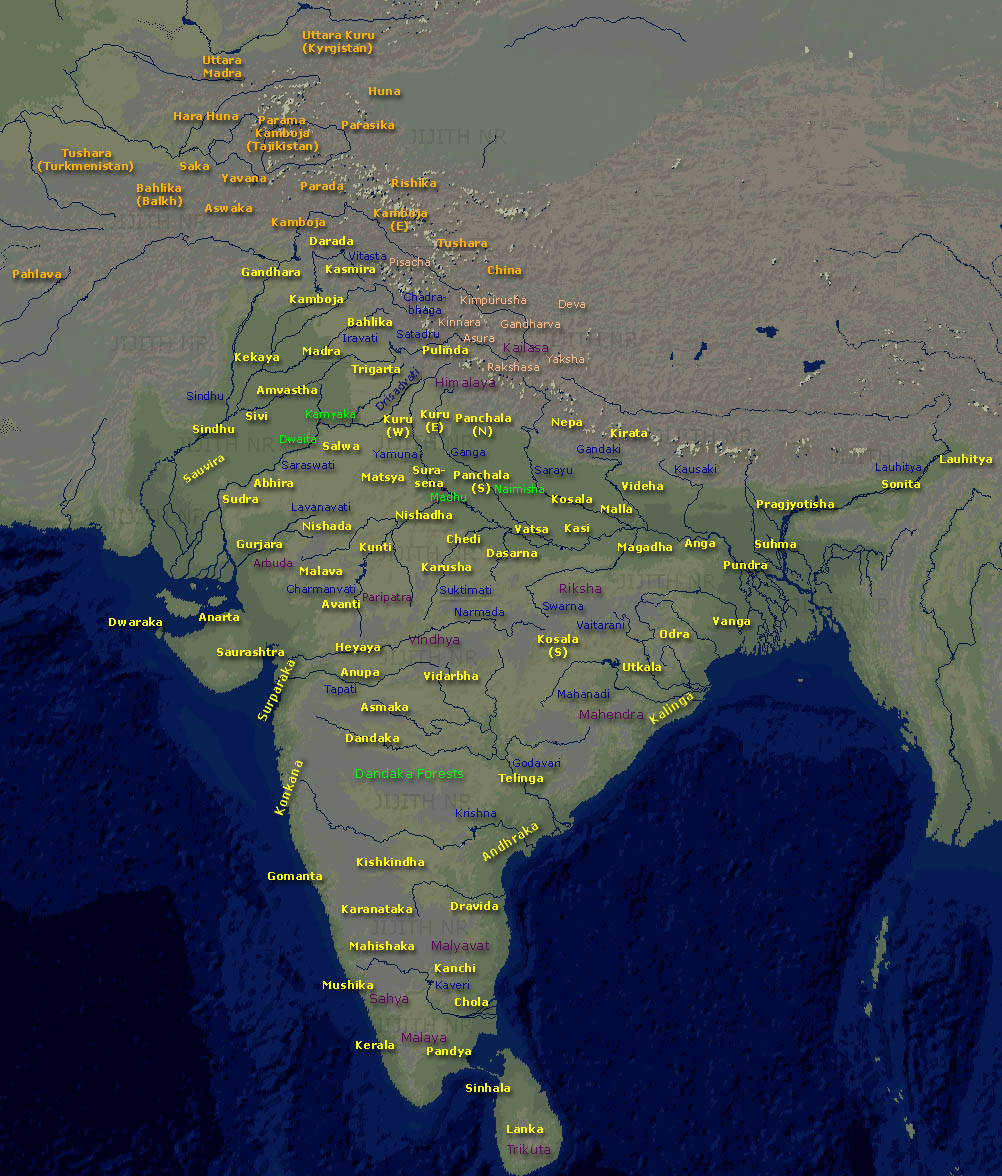
인도 서사 시대의 인도 왕국들

## 같이 보기
- 남 아시아의 역사(History of South Asia)
- 인도 역사 연대기(Timeline of Indian history)